# Ram Nath Kovind
Ram Nath Kovind (sinh ngày 1 tháng 10 năm 1945) là Tổng thống thứ 14 của Ấn Độ. Ông nguyên là lãnh đạo của Đảng Bharatiya Janata, nguyên Thống đốc bang Bihar từ năm 2015 đến năm 2017, nguyên đại biểu Quốc hội từ năm 1994 đến năm 2006. Kovind giành thắng lợi trong cuộc bầu cử tổng thống năm 2017 tại Ấn Độ và đảm nhiệm chức vụ này từ 2017 đến năm 2022. 

## Tiểu sử
Kovind sinh ra ở làng Paraukh thuộc quận Kanpur Dehat, Uttar Pradesh. Cha ông tên là Maikulal, một người thuộc tầng lớp Kori không có đất (một cộng đồng dệt vải Dalit), có một cửa hàng nhỏ để nuôi gia đình. Kovind là con út trong năm anh em và hai chị em. Ông chào đời trong một ngôi nhà vách đất mà sau này đã bị đổ. Lúc Kovind mới lên 5 tuổi, mẹ anh ông qua đời vì bị bỏng khi ngôi nhà lợp ngói bị cháy. Ông Kovind sau đó đã hiến đất cho cộng đồng.
Sau khi học tiểu học, hàng ngày ông phải đi bộ đến làng Khanpur, cách nhà 6 km, để học trung học cơ sở vì không ai trong làng có xe đạp. Ông có bằng cử nhân thương mại và bằng cử nhân luật của Đại học DAV (liên kết với Đại học Kanpur)

## Sự nghiệp

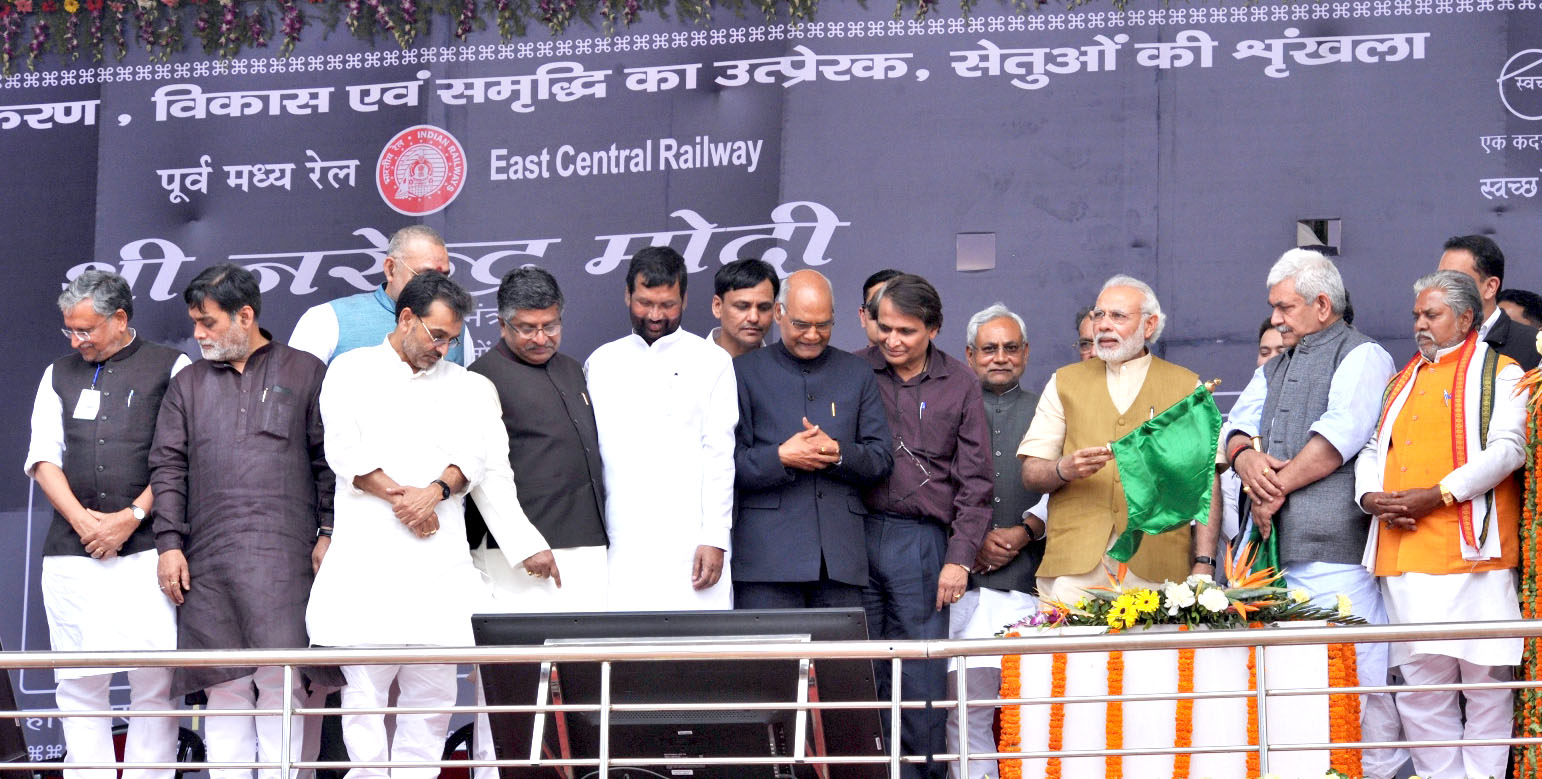
Với Thủ tướng Narendra Modi khai trương cầu đường sắt ở Bihar

### Luật sư
Sau khi tốt nghiệp từ một trường cao đẳng Kanpur, Kovind đã đến Delhi để chuẩn bị cho kỳ thi công chức. Phải thi đến lần thứ ba, ông mới đỗ, nhưng ông lại không làm công chức vì chỉ được chọn làm liên kết thay vì công chức chính thức trong bộ máy hành chính và do đó ông bắt đầu hành nghề luật. Ông là Nhà hoạt động Chính phủ Trung ương tại Toà án Tối cao Delhi từ năm 1977 đến năm 1979 và từng là Tư vấn viên Chính phủ Trung ương tại Toà án tối cao từ năm 1980 đến năm 1993. Năm 1978, ông trở thành một người ủng hộ cho Toà án Tối cao Ấn Độ. Ông đã từng làm việc tại Toà án Tối cao và Toà án Tối cao Delhi trong khoảng 16 năm cho đến năm 1993. Ông cũng đã đăng ký làm người ủng hộ vào năm 1971 với hội đồng luật sư của Delhi. Là một người biện hộ, ông đã cung cấp trợ giúp pháp lý miễn phí cho các bộ phận yếu thế của xã hội, phụ nữ và người nghèo thuộc Hội trợ giúp pháp lý miễn phí ở New Delhi. Ông cũng từng là trợ lý cá nhân của Thủ tướng Ấn Độ Morarji Morarji Desai trong giai đoạn 1977-1978.

### Thành viên BJP
Ông gia nhập BJP vào năm 1991. Ông là Chủ tịch của BJP Dalit Morcha từ năm 1998 đến năm 2002 và là Chủ tịch của All-India Koli Samaj. Ông cũng từng là người phát ngôn quốc gia của đảng. Ông đã hiến tặng ngôi nhà tổ tiên của ông ở Derapur với RSS. Ngay sau khi gia nhập BJP, ông đã tranh luận về ghế bầu của Hội đồng Ghatampur, nhưng sau đó đã thua cuộc và tranh cử lần lượt cho Hội đồng Thành phố Bhognipur (vào năm 2007) (cả hai ở Uttar Pradesh) trên vé BJP nhưng lại bị mất.
Năm 1997, Kovind tham gia kháng nghị chống lại một số mệnh lệnh từ chính quyền trung ương có ảnh hưởng bất lợi đến công nhân SC / ST. Sau đó, chính phủ NDA do Atal Bihari Vajpayee lãnh đạo đã sửa lại ba bản sửa đổi để Hiến pháp thu hồi lệnh.

### Nghị sĩ Rajya Sabha
Ông được bầu và trở thành một Nghị sĩ Rajya Sabha từ bang Uttar Pradesh vào tháng 4 năm 1994. Ông đã phục vụ tổng cộng mười hai năm, hai nhiệm kỳ liên tục, cho đến tháng 3 năm 2006. Là một thành viên của quốc hội, ông đã phục vụ trong Ủy ban Phúc lợi của Quốc hội Các tổ chức theo lịch trình, Bộ Nội vụ, Dầu khí và Khí tự nhiên, Công lý Xã hội và Trao quyền, Pháp luật và Công lý. Ông cũng từng là chủ tịch của Ủy ban Nhà Rajya Sabha. Trong sự nghiệp của mình với tư cách là một nghị sĩ, theo Kế hoạch Phát triển Khu vực của Thành viên Quốc hội, ông tập trung vào giáo dục ở các vùng nông thôn bằng cách giúp xây dựng các tòa nhà trường học ở Uttar Pradesh và Uttrakhand. Là một thành viên của quốc hội, ông đã thăm Thái Lan, Nepal, Pakistan, Singapore, Đức, Thụy Sĩ, Pháp, Anh và Hoa Kỳ trên các chuyến tham quan học tập.

### Các bổ nhiệm khác
Vào ngày 8 tháng 8 năm 2015, Chủ tịch nước Ấn Độ đã bổ nhiệm Kovind làm Thống đốc Bihar. Vào ngày 16 tháng 8 năm 2015, Chánh án Tòa án Tối cao Patna Iqbal Ahmad Ansari đã tuyên thệ với Kovind là Thống đốc thứ 35 của Bihar. Chức năng diễn ra tại Raj Bhawan, Patna.
Ông đã phục vụ trong Hội đồng Quản trị của Đại học Dr. B.R Ambedkar, Lucknow, và khi tham gia Hội đồng Quản trị của IIM Calcutta. Ông cũng đại diện cho Ấn Độ tại LHQ và đã trình bày Đại hội đồng Liên hợp quốc vào tháng 10 năm 2002.
Vào ngày 8 tháng 8 năm 2015, Chủ tịch nước Ấn Độ đã bổ nhiệm Kovind làm Thống đốc Bihar. Vào ngày 16 tháng 8 năm 2015, Chánh án Tòa án Tối cao Patna Iqbal Ahmad Ansari đã tuyên thệ với Kovind là Thống đốc thứ 35 của Bihar. Chức năng diễn ra tại Raj Bhawan, Patna.

### Thống đốc
Cuộc hẹn của Kovind đã bị chỉ trích trước đó bởi Bộ trưởng Bộ Bihar Nitish Kumar vì nó đã xảy ra vài tháng trước khi có cuộc bầu cử Quốc hội và cuộc bầu cử được đưa ra mà không có sự tư vấn của Chính phủ Nhà nước theo khuyến cáo của Ủy ban Sarkaria. Tuy nhiên, nhiệm kỳ của Kovind là Thống đốc đã được khen ngợi vì thành lập một ủy ban tư pháp để điều tra những bất thường trong việc thúc đẩy các giáo viên không xứng đáng, quản lý sai quỹ và chỉ định những ứng viên không xứng đáng trong các trường đại học. Tháng 6 năm 2017, khi Kovind được tuyên bố là ứng cử viên cho cuộc bầu cử Tổng thống, Nitish Kumar ủng hộ sự lựa chọn của Kovind và ca ngợi Kovind là không được bán và làm việc chặt chẽ với Chính phủ Tiểu bang trong thời gian Thống đốc của ông.